# A Landlord's Troubles
A Landlord's Troubles è un cortometraggio muto del 1913 diretto da  George Nichols e Mack Sennett con Edgar Kennedy e Henry Lehrman.

## Produzione
Prodotto con il titolo di lavorazione The Bear dalla Keystone di Mack Sennett: nel film, l'attore-regista interpreta uno dei suoi ruoli preferiti, quello del poliziotto.

## Distribuzione
Il film - un cortometraggio di 115,5 metri - uscì nelle sale il 20 febbraio 1913, distribuito dalla Mutual Film. Nelle proiezioni, veniva programmato con il sistema dello split reel, accorpato in un'unica bobina con un altro cortometraggio prodotto dalla Keystone Film Company, la comica Forced Bravery.
Non si conoscono copie ancora esistenti della pellicola che viene considerata presumibilmente perduta.